# Adam Pytel
Adam Pytel (ur. 16 grudnia 1856 w Żukowicach Starych, zm. 30 października 1928 w Krakowie) – polski nauczyciel, działacz społeczny i sokoli, burmistrz Sanoka.

## Życiorys

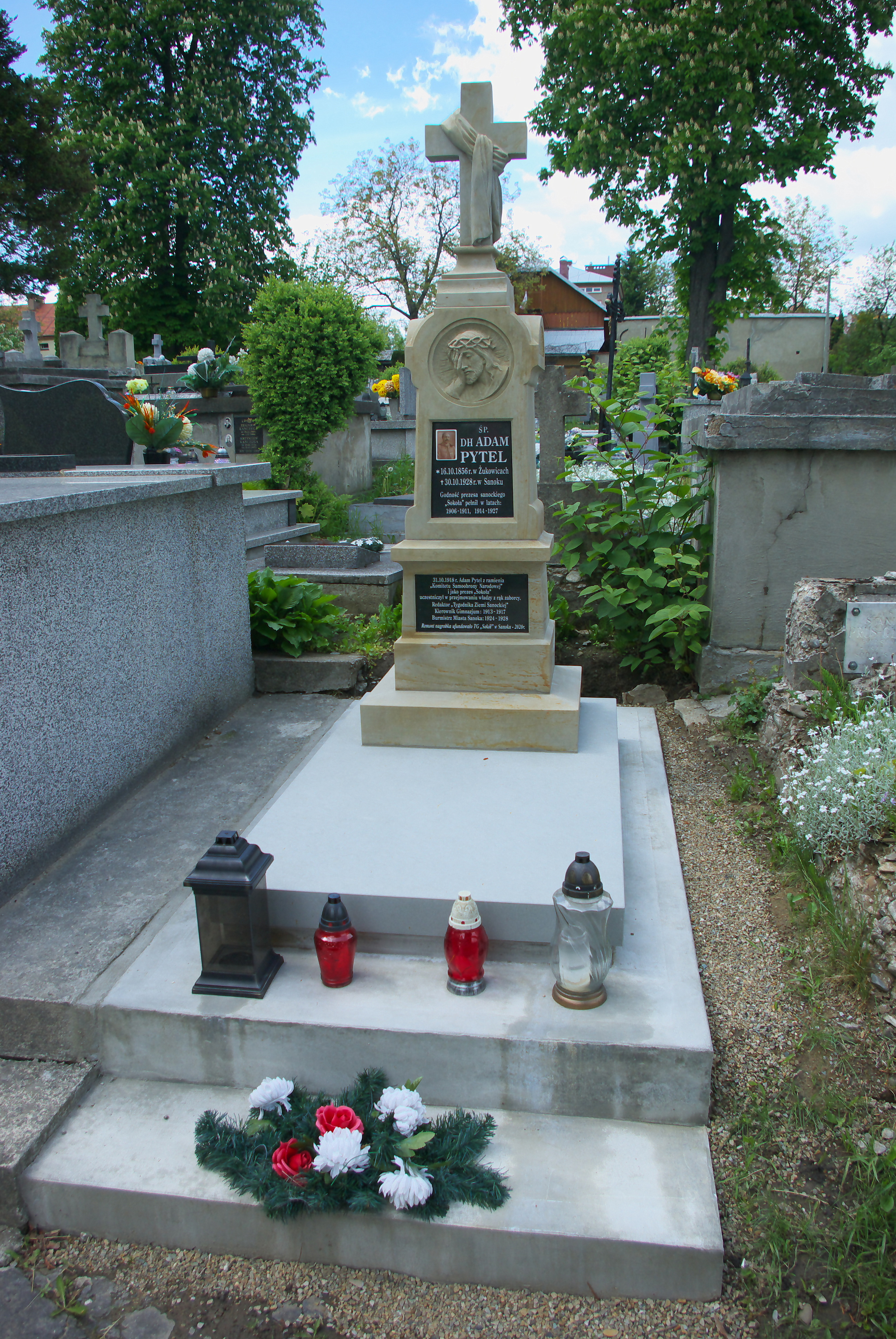
Nagrobek Adama Pytla po odnowieniu w 2020

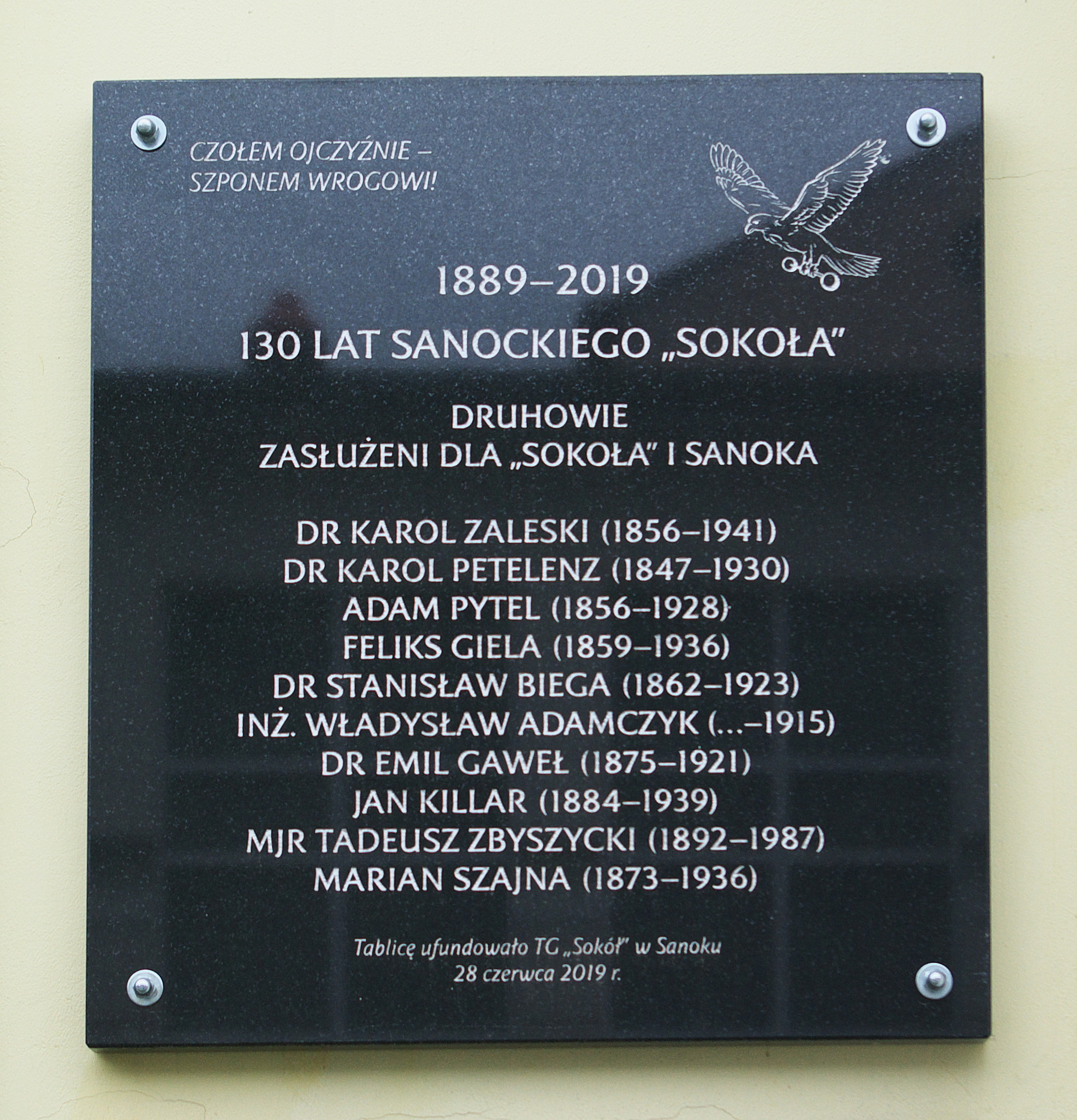
Tablica upamiętniająca działaczy sokolich w Sanoku

Wywodził się z mazurskiej rodziny chłopskiej.  Urodził się 16 grudnia 1856 w Żukowicach Starych. Był synem Jana i Reginy z domu Ciężadło.
W Tarnowie ukończył gimnazjum łacińskie. Został absolwentem Wydziału Filozoficznego Uniwersytetu Jagiellońskiego i germanistyki na Uniwersytecie Wiedeńskim. Początkowo, przez 10 lat nie mógł uzyskać nominacji nauczycielskiej, a tym samym posady profesora gimnazjalnego z uwagi na nieprzychylność władz austriackich. Wobec tego uczył prywatnie w domach i udzielał korepetycji dzieciom majętnych ziemian. Po osłabieniu restrykcji austriackich, w latach 90. otrzymał stanowisko suplenta gimnazjalnego w Stryju. Podjął pracę w zawodzie nauczyciela 6 września 1891. 27 sierpnia 1891 został mianowany zastępcą nauczyciela w C.K. Gimnazjum Arcyksiężniczki Elżbiety w Samborze, gdzie uczył języka niemieckiego, historii i geografii. Stamtąd latem 1892 został przeniesiony do C.K. Gimnazjum św. Anny w Krakowie. Złożył egzamin nauczycielski 19 maja 1894. Ze stanowiska zastępcy nauczyciela w Gimnazjum św. Anny w Krakowie 9 stycznia 1895 został przeniesiony do C.K. Gimnazjum w Sanoku i mianowany nauczycielem rzeczywistym od 14 stycznia 1895. Reskryptem z 17 marca 1898 Wyższej Rady Szkolnej Krajowej został mianowany na stałe w zawodzie nauczycielskim i otrzymał tytuł c. k. profesora. Otrzymał VIII rangę w zawodzie 1 października 1905. Uczył języka niemieckiego, języka polskiego, kaligrafii, był zawiadowcą biblioteki niemieckiej i dla biednych uczniów, od roku szkolnego 1909/1910 nadzorował filię gimnazjum. Rozporządzeniem C.K. Rady Szkolnej Krajowej z 30 sierpnia 1912 został powołany do kierowania sanockim gimnazjum podczas przebywania na urlopie dyrektora Włodzimierza Bańkowskiego. Stanowisko pełnił do 1917. Po odzyskaniu przez Polskę niepodległości w sanockim gimnazjum uczył języka polskiego. W tej szkole pracował przez 35 lat. Ponadto wykładał j. niemiecki w sanockich placówkach oświatowych: Instytucie Wyższym Naukowo-Wychowawczym oraz w okresie II Rzeczypospolitej w Miejskim Prywatnym Seminarium Nauczycielskim Żeńskim (obie szkoły działały w budynku późniejszego II Liceum Ogólnokształcącego im. Marii Skłodowskiej-Curie w Sanoku). Był członkiem Towarzystwa Nauczycieli Szkół Wyższych we Lwowie. 26 stycznia 1916 otrzymał tytuł profesora VII rangi, a postanowieniem cesarza Franciszka Józefa I z 7 lutego 1916 otrzymał tytuł c. k. radcy szkolnego wraz z uwolnieniem od taksy. W latach 20. był członkiem Rady Szkolnej Powiatowej.
Działał aktywnie społecznie. Został członkiem zwyczajnym Macierzy Szkolnej dla Księstwa Cieszyńskiego i jej delegatem w Sanoku. Był zasłużonym działaczem sanockiego gniazda Polskiego Towarzystwa Gimnastycznego „Sokół”. Był członkiem wydziału, w latach 1906-1911 i 1914-1927 pełnił funkcję prezesa gniazda. Przy zakończeniu pierwszego prezesowania, 24 marca 1911 otrzymał tytuł członka honorowego sanockiego „Sokoła”. Tuż przed wybuchem I wojny światowej, pod koniec lipca 1914 uczestniczył w zjeździe prezesów sokolich we Lwowie. Został także prezesem powołanego w 1921 okręgu II sanockiego Dzielnicy Małopolskiej TG „Sokół”. Jego nazwisko zostało umieszczone w drzewcu sztandaru TG Sokół w Sanoku, na jednym z 125 gwoździ upamiętniających członków.
Został członkiem założonej 11 stycznia 1903 w Sanoku pierwszej filii lwowskiego Towarzystwa Chowu Drobiu, Gołębi i Królików. Prowadził składnicę kółek rolniczych, należał do dyrekcji sklepu kółka rolniczego w Sanoku, był przewodniczącym kółka rolniczego w Sanoku, 27 maja 1904 został członkiem zarządu Powiatowych Kółek Rolniczych w Sanoku, był sekretarzem zarządu powiatowego w Sanoku Towarzystwa „Kółek Rolniczych” z siedzibą we Lwowie oraz od końca 1909 II wiceprezesem zarządu powiatowego w Sanoku Towarzystwa „Kółek Rolniczych” z siedzibą we Lwowie, był delegatem na zjazd kółek rolniczych w Krakowie. Pełnił funkcję przewodniczącym Koła Towarzystwa Szkoły Ludowej. Zasiadł w radzie nadzorczej Towarzystwa Kasy Zaliczkowej w Sanoku. Zasiadał w zarządzie sanockiej Czytelni Mieszczańskiej. Na przełomie lipca i sierpnia 1911 został członkiem rady nadzorczej Domu Handlowo-Przemysłowego w Sanoku. W latach 20. był członkiem zarządu ekspozytury powiatowej w Sanoku Polskiego Towarzystwa Opieki nad Grobami Bohaterów. Należał do ochotniczej straży pożarnej w Sanoku. Na początku 1905 został wybrany członkiem sądu polubownego Towarzystwa Młodzieży Polskiej „Znicz”. Przed 1914 zasiadał w wydziale szkolnym Przemysłowej Szkoły Uzupełniającej w Sanoku-Posadzie Olchowskiej. Działał we władzach Wydziału „Towarzystwa Bursy”, sprawującego pieczę nad Bursą Jubileuszową im. Cesarza Franciszka Józefa w Sanoku; został wybrany zastępcą prezesa pod koniec 1912 został prezesem. Został członkiem Komitetu Opieki nad Żołnierzem Polskim w Sanoku, zawiązanego w połowie 1919 z inicjatywy ppłk. Gustawa Truskolaskiego i starosty sanockiego Tadeusza Wrześniowskiego.
25 lutego 1905 zapadł wyrok sądowy w sprawie wytoczonej przez ówczesnego burmistrza Aitala Witoszyńskiego przeciw Adamowi Pytlowi o obrazę czci (21 grudnia 1904 Pytel stwierdził, że delegat towarzystw gospodarczo-zarobkowych Garczyński badający stan księgi Towarzystwa Zaliczkowego w Sanoku, uznał, że Witoszyński jako urzędnik tej instytucji dopuścił się kradzieży; w ramach procesu potwierdzili to świadkowie), w którym sąd uwolnił Pytla od oskarżenia. W wyniku tej sprawy na początku lutego 1905 Witoszyński zrezygnował z funkcji burmistrza. Adam Pytel był redaktorem merytorycznym „Tygodnika Ziemi Sanockiej”, gdzie często publikował opinie wymierzone w syjonistów.
Był wieloletnim działaczem Narodowej Demokracji, ponad 20 lat przewodniczącym sanockiego zarządu ND, następnie został działaczem i także przewodniczącym Związku Ludowo-Narodowego (wraz z nim m.in. Paweł Biedka, Wojciech Ślączka, Tadeusz Wrześniowski, Aleksander Iskrzycki). W sierpniu 1900 wszedł w skład komitetu mieszczańskiego w Sanoku, zajmującego się wyborami do Sejmu Krajowego Galicji. W maju 1907 zjazd delegatów w okręgu wyborczym 51 wskazał Adama Pytla jako zastępcę kandydata polskiego Bartłomieja Fidlera w wyborach do Rady Państwa XI kadencji. W 1912 został wybrany członkiem Rady c. k. powiatu sanockiego z grupy gmin miejskich, pełnił funkcję zastępcy członka wydziału. Był także wieloletnim radnym miejskim w Sanoku (jego zastępcą był od 1904/1905 Stanisław Basiński), w tym wybrany w 1910, w 1912 w nowej radzie po przyłączeniu do Sanoka gminy Posada Sanocka. W połowie 1913 kandydował w wyborach do Sejmu Krajowego Galicji X kadencji z III kurii w okręgu Sanok-Krosno (posłem został wybrany Alfred Zgórski).
Po wybuchu I wojny światowej od 20 września 1914 wraz z bliskimi przebywał w Wiedniu. Po powrocie do Sanoka we wrześniu 1914 roztoczył opiekę nad stacjonującym w Sanoku przez dwa tygodnie Legionem Wschodnim, zmierzającym ze Lwowa na zachód. Przyczynił się do odzyskania gmachu sanockiego „Sokoła” od zajmującej go armii austriackiej w drugiej połowie 1915. Pod koniec wojny, wraz z innymi osobistościami miejskimi (jako przewodniczący Wojciech Ślączka oraz m.in. Feliks Giela, Jan Rajchel, Karol Zaleski oraz wojskowi kpt. Antoni Kurka i kpt. Franciszek Stok) funkcjonował w ramach powołanego 20 października 1918 Komitetu Samoobrony Narodowej, który 31 października/1 listopada 1918 dokonał bez walk przejęcia władzy w Sanoku. Był radnym pierwszej powojennej kadencji Rady Miejskiej w Sanoku od 1919, później od 1924, od 1928. Na początku lat 20. działał w środku sanockim partii PSL „Piast”. Kandydował do Sejmu Rzeczypospolitej Polskiej I kadencji (1922–1927) w wyborach 1922 w okręgu 48 z listy Chrześcijańskiego Związku Jedności Narodowej i II kadencji (1928–1930) w wyborach 1928 w okręgu 48 z listy Katolicko-Narodowej nr 24. W 1924 subskrybował akcje założonego wówczas Banku Polskiego. 18 września 1924 Rada Miasta Sanoka wybrała go na funkcję burmistrza Sanoka. Sprawował ten urząd do 12 stycznia 1928. W tym okresie był przewodniczącym wydziału Kasy Oszczędności miasta Sanoka. W czasie pełnienia przez niego urzędu stworzono plan przestrzennego zagospodarowania miasta, założono nowe ulice, wprowadzono komunikację autobusową umożliwiającą dojazd do okolicznych wsi, ukończono budowę łaźni miejskiej, zbudowano szkołę w dzielnicy Posada Sanocka, zainstalowano oświetlenie elektryczne (wykonawcą elektryfikacji Sanoka był inż. Stanisław Szafnicki). Najważniejsza inwestycja miejska, stworzenie oświetlenia elektrycznego, okazała się jednocześnie problematyczna, jako że z uwagi na niekorzystny kształt projektu koszt działania elektrowni miejskiej wytworzył deficyt budżetowy (wskutek tego miasto było zmuszone dopłacać 100 tys. złotych rocznie do tej działalności). Kwestia ta przyczyniła się do rezygnacji burmistrza z urzędu. W konsekwencji miasto Sanok odstąpiło od własnej elektrowni i dołączyło do użytkowników zakładu wytwarzającego energię elektryczną w Mękince-Jedliczu (od końca 1927 a elektrownia miała zaopatrywać w energię miasta Gorlice, Krosno, Jasło, Sanok).
27 czerwca 1896 w kościele katedralnym w Tarnowie Adam Pytel poślubił Helenę Głowacką herbu Prus. Zamieszkiwał przy ulicy Andrzeja Potockiego, późniejsza Podgórze 12 (numer konskrypcyjny 224). Zmarł po krótkiej chorobie 30 października 1928 w Krakowie w wieku 72 lat. Został pochowany na cmentarzu przy ul. Rymanowskiej w Sanoku 2 listopada 1928 po pogrzebie pod przewodnictwem ks. Franciszka Salezego Matwijkiewicza. Jego pogrzeb zorganizowany na koszt sanockiego „Sokoła” stał się manifestacją patriotyczną z niespotykanie dużą liczbą uczestników w skali Sanoka (nad grobem przemawiał wychowanek Adama Pytla, poseł Stanisław Rymar). Tuż za nagrobkiem Adama Pytla została pochowana jego żona Helena z domu Głowacka (1870–1957, działaczka koła TSL w Sanoku), córka oficjalisty Mieczysława Głowackiego i Kazimiery Prus-Głowackiej z domu Bernatowicz (1845-1906). Ich dziećmi byli: Jan Stanisław (1897-1900), Stefania (ur. 1899, od 1924 żona Stanisława Wroceńskiego), Janina Józefa (ur. 1901, od 1927 żona Jana Hrebendy), Stanisław Bronisław (ur. 1908, urzędnik bankowy Kasy Oszczędności).

## Upamiętnienie
Przychylnie o Adamie Pytlu wyraził się w swoich wspomnieniach jego uczeń w sanockim gimnazjum, Stanisław Rymar, który przyznał, że z czasem połączyła ich przyjaźń.
Podczas uroczystości 130-lecia gniazda TG „Sokół” w Sanoku 29 czerwca 2019 na gmachu tegoż została odsłonięta tablica upamiętniająca 10 działaczy zasłużonych dla organizacji sokolej i Sanoka, w tym Adama Pytla.
4 lipca 2020 odbyło się zorganizowane przez Towarzystwo Gimnastyczne „Sokół” w Sanoku spotkanie honorujące Adama Pytla przy odnowionym staraniem tego gniazda pomniku nagrobnym na Cmentarzu Centralnym w Sanoku.
Uchwałą Rady Miasta Sanoka z 29 lutego 2024 nazwano ulicę imienia Adama Pytla w dzielnicy Wójtostwo.

## Odznaczenia
austro-węgierskie
- Medal Jubileuszowy Pamiątkowy dla Cywilnych Funkcjonariuszów Państwowych (przed 1912)[91][92].
- Krzyż Jubileuszowy dla Cywilnych Funkcjonariuszów Państwowych (przed 1912)[91][92].